# 裁断橋

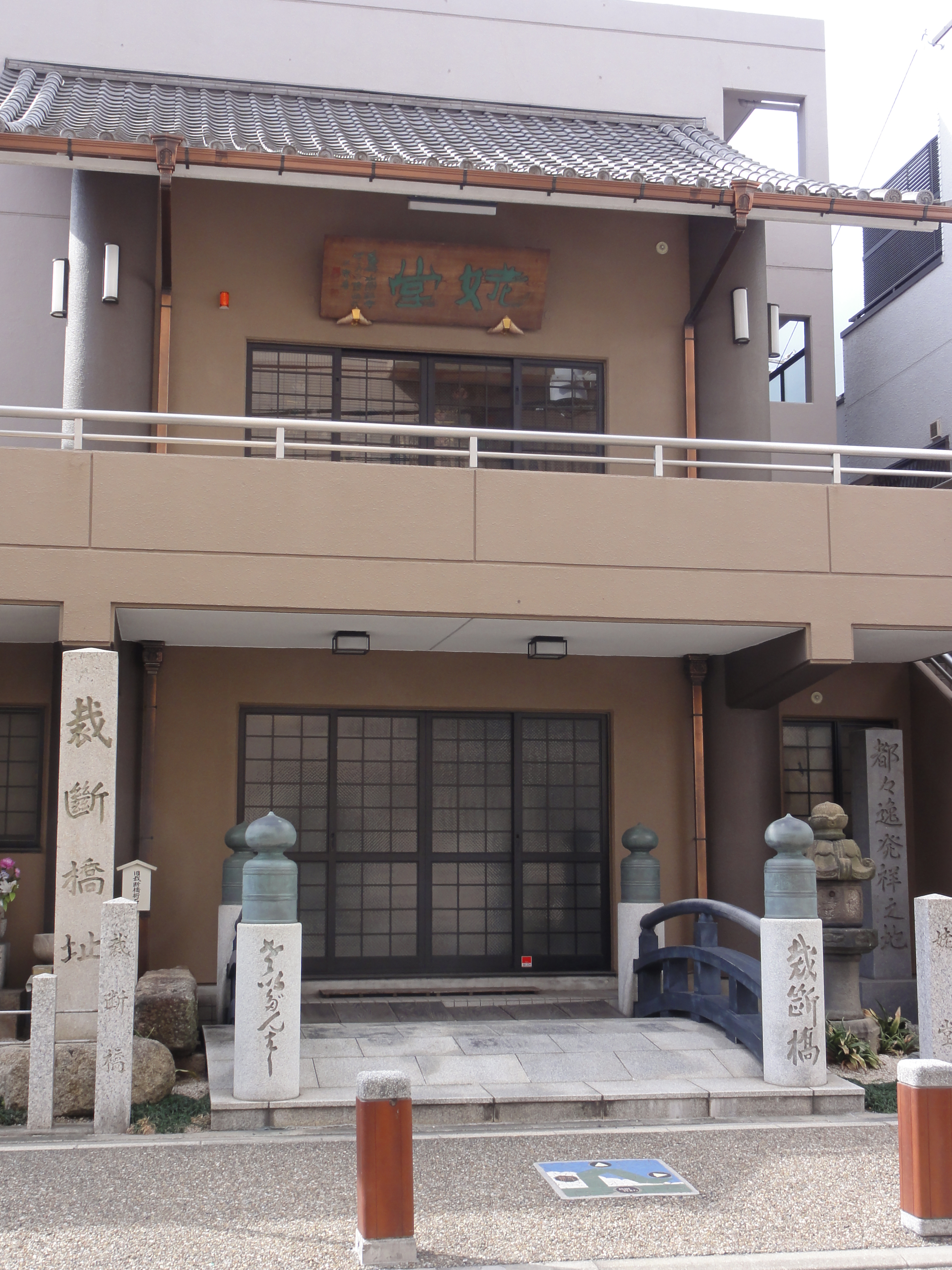
裁断橋址

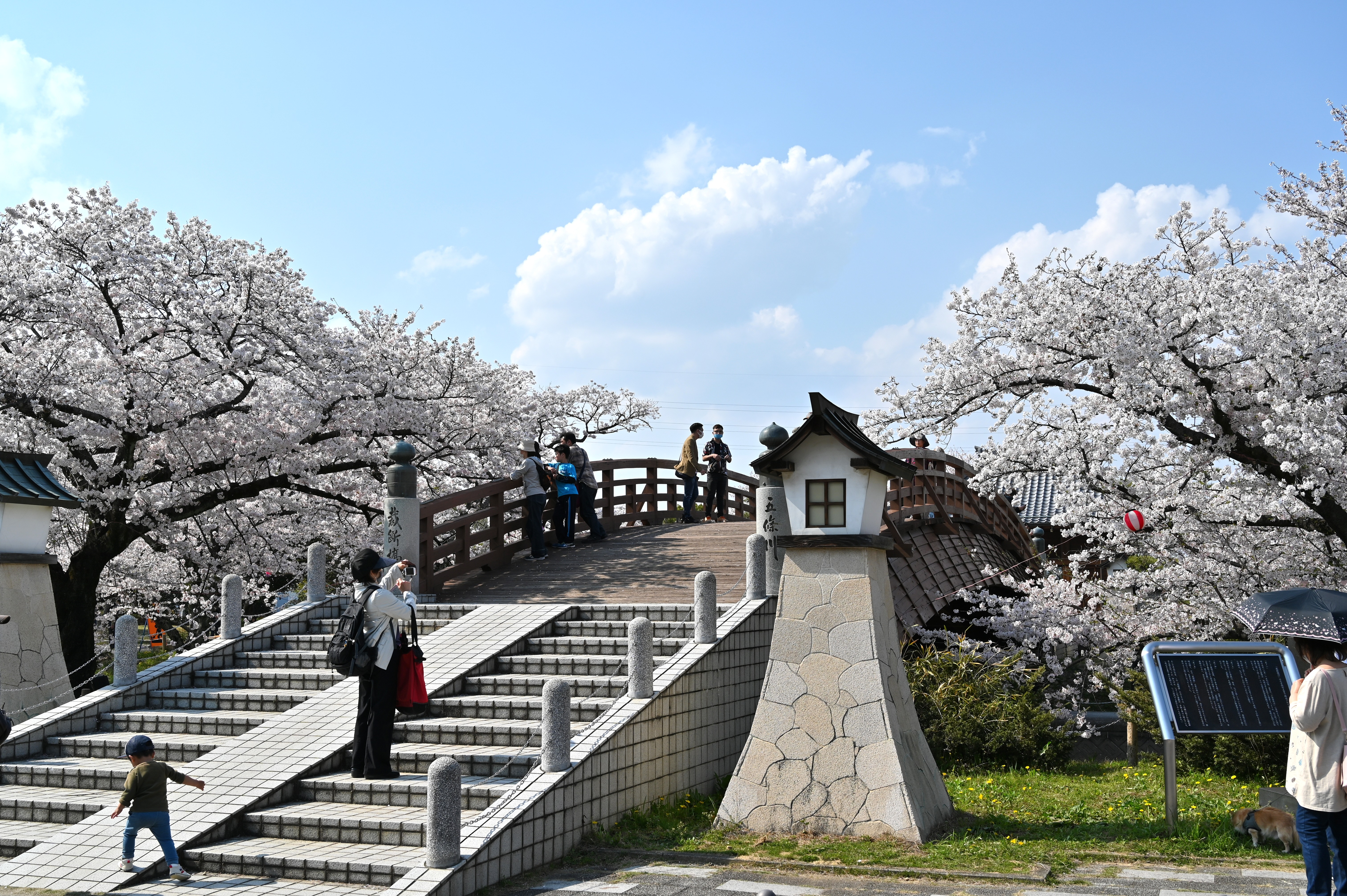
堀尾跡公園に復元された裁断橋（愛知県丹羽郡大口町）

裁断橋（さいだんばし）は、愛知県名古屋市熱田区にあった橋である。日本百名橋の番外に選ばれた。

## 概要
裁断橋は宮宿の東の外れを流れていた精進川に架けられていた橋だが、擬宝珠に彫られていた銘文でその名を知られていた。なお、永正6年（1509年）の『熱田講式』には既にその名が見られるという。
擬宝珠の銘文には、天正18年（1590年）の小田原征伐で死去した堀尾金助という18歳の男性の菩提を弔うべく、その母親が33回忌に息子を最後に見送った橋の架け替えを行ない、その供養としたことが記されている。
伝承によっては、母親は橋を2度かけ直しているとするものもある。息子の33回忌の橋の架け替えは2度目のことであったが、それを見ること無く亡くなったため、その養子堀尾類右衛門が元和8年（1622年）に架け替えたとされ、この際に「息子（金助）の供養のためにこの書き付けを見る人は念仏を唱えてほしい」との母の願いが擬宝珠に刻まれたとされる。
しかし、擬宝珠以外にこれらの伝承を裏付ける同時代史料が存在しないことから、擬宝珠に刻まれている内容以上のことは後世の創作とする見方もある。

## 銘文
この銘文は日本女性三名文のひとつにかぞえられている。

## 近代
1904年（明治37年）に橋の架け替えが行なわれたが、1910年（明治43年）に行なわれた川筋の付け替えに伴い、橋があった辺りも1926年（大正15年）に埋め立てられている。しかし擬宝珠のある4本の橋柱は路傍にそのまま残された。
1945年（昭和20年）3月の名古屋大空襲によって周辺の多くが焼失したが擬宝珠は焼失を免れ、1953年（昭和28年）になって橋のたもとにあって戦災で焼失して建て直された姥堂境内の池に規模を縮小して再建された。姥堂は1993年（平成5年）に再度建て直され、裁断橋があった池も埋められたため、往時の様相は既に無い。なお、橋に付いていた擬宝珠は名古屋市の文化財に指定されているが、損傷の問題から名古屋市博物館に収蔵されており現地にあるものは複製となっている。
なお、堀尾氏の城跡でもある大口町の堀尾跡公園には、五条川を跨ぐ形でかつての裁断橋が焼失する前の姥堂の山門と合わせて再現されている。